# Omar Shahid Hamid
Omar Shahid Hamid (* 23. Oktober 1977) ist ein pakistanischer Schriftsteller.

## Leben
Nachdem er die Eingangsprüfung zur Polizei  bestanden hatte, begann Hamid 2003 seine Arbeit als Assistant Superintendent of Police (ASP) in Karatschi. Er arbeitete in Karachis gefährlichem Lyari-Distrikt, während es dort heftige Bandenkriege gab. Er arbeitete auch in Pakistans Geheimdienstbüro und in der Antiterrorismus-Abteilung der Polizei in Sindh.
2011 erschien sein Name auf einer Liste der Taliban mit potentiellen Attentatsopfern. Daraufhin emigrierte er nach London, wo er drei Romane schrieb. 2016 kehrte er wieder nach Pakistan zurück. Er bekam einen Posten als Senior Superintendenten of Police (SSP) der Provinz Sindh.

## Werke
- The Prisoner. Roman. 2013. (Im Deutschen: Der Gefangene. Roman. Übersetzt von Rebecca Hirsch. Draupadi Verlag, Heidelberg, 2016.)
- The Spinner’s Tale. Roman. 2015. (Im Deutschen: Der Jihadist. Roman. Übersetzt von Rebecca Hirsch. Draupadi Verlag, Heidelberg, 2019, ISBN 978-3-945191-39-2.)
- The Party Worker. Roman. 2017.
- The Fix. Roman. 2019.
- Betrayal. Roman. 2021. (Im Deutschen: Verrat. Roman. Übersetzt von Almuth Degener. Draupadi Verlag, Heidelberg, 2021, ISBN 978-3-945191-66-8.)